# PGA Express
PGA Express — колишня португальська авіакомпанія зі штаб-квартирою у місті Кашкайш, що спеціалізується на пасажирських перевезеннях в аеропорти Іспанії в рамках франчайзингової угоди з регіональної авіакомпанією Portugália.
Припинила діяльність в 2015.
Портом приписки перевізника є Муніципальний аеропорт Кашкайш.

## Маршрутна мережа
Авіакомпанія PGA Express виконує пасажирські рейси з Лісабона до іспанського міста Ла-Корунья, Більбао, Малага та Памплона.

## Флот
За станом на лютий 2008 року повітряний флот авіакомпанії PGA Express складався з таких літаків: :
- 2 Beechcraft 1900D